# Beuditzstraße

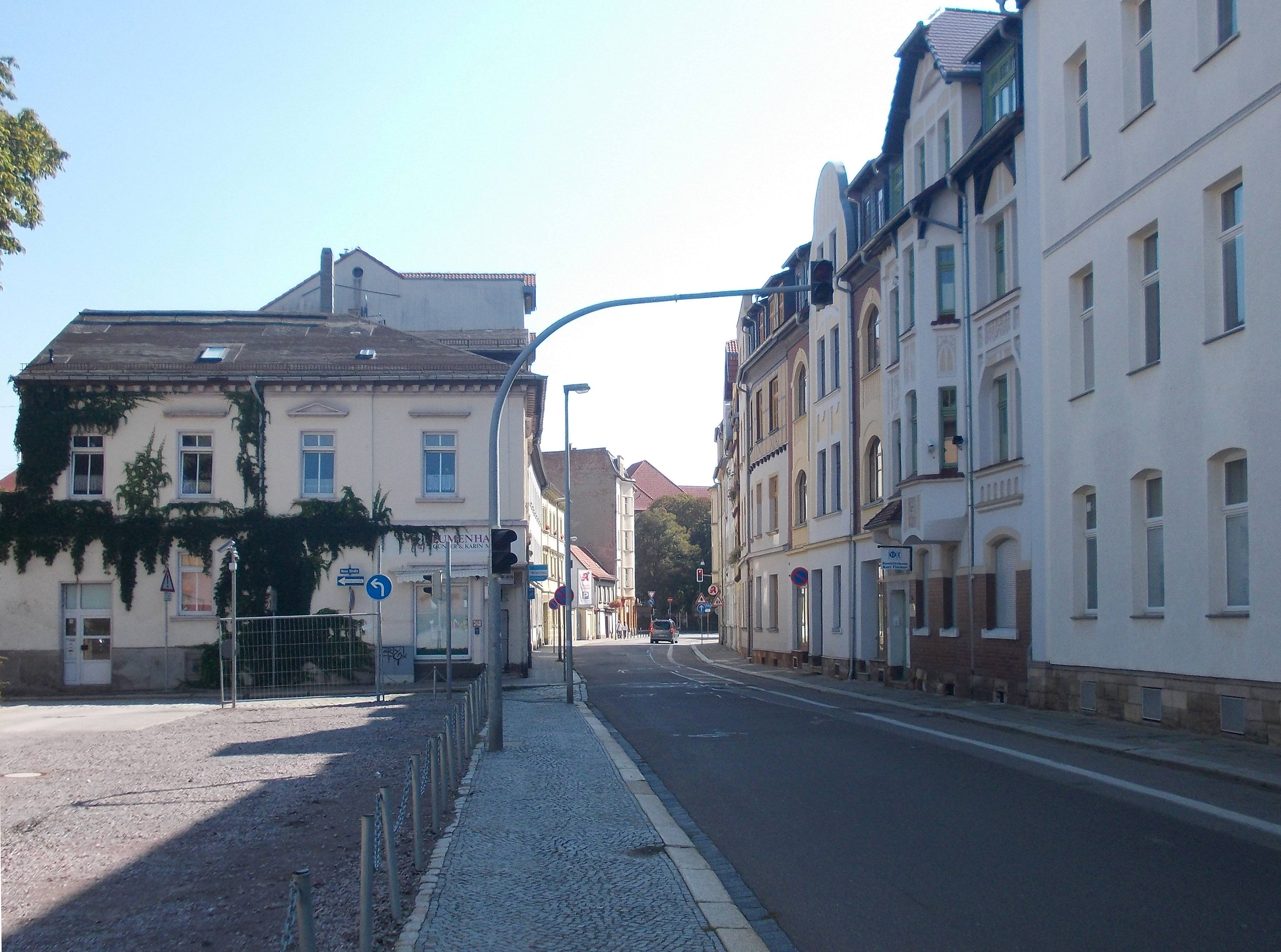
Beuditzstraße in Weißenfels

Die Beuditzstraße umfasst zwei Denkmalbereiche und einige Einzeldenkmäler in der Stadt Weißenfels in Sachsen-Anhalt. Im örtlichen Denkmalverzeichnis sind die Denkmalbereiche verzeichnet.

## Allgemeines
Namensgeber der Straße ist der Ortsteil Beuditz der Stadt Weißenfels. Mehrere Hausnummern wurden zu zwei Denkmalbereichen zusammengefasst und unter Denkmalschutz gestellt. Darüber hinaus stehen in der Straße mehrere Einzeldenkmäler.

## Denkmalbereiche

### Straßenzug unter der Erfassungsnummer 094 15535
Der Straßenzug unter der Erfassungsnummer 094 15535 umfasst die Hausnummern 1, 2, 2a, 2b, 3, 4, 4a, 4b, 5 und 7. Obwohl die Hausnummern 2, 2a, 2b, 3, 4, 4a und 7 zum Denkmalbereich gehören, stehen sie auch noch einmal gesondert unter Denkmalschutz.

#### Vor Hausnummer 2
Vor der Hausnummer 2 steht der Beuditzbrunnen von Paul Juckoff.

### Straßenzug unter der Erfassungsnummer 094 15564
Der Straßenzug unter der Erfassungsnummer 094 15564 umfasst die Hausnummern 35, 36, 37, 38, 39, 40, 41, 42, 43, 44, 45, 46, 48, 49, 51, 53, 55, 57, 59, 61 und 63. Obwohl die Hausnummern 35, 37, 38, 39, 41, 43, 46, 55, 57, 59, 61 und 63 zum Denkmalbereich gehören, stehen sie auch noch einmal gesondert unter Denkmalschutz.

#### Hausnummer 39 und 41
Bei der Hausnummer 39 und 41 handelt es sich um die Beuditzschule.

## Einzeldenkmal
Neben den beiden Denkmalbereichen stehen in der Straße auch einige Einzeldenkmäler.
- Hausnummer 20, Wohn- und Geschäftshaus
- Hausnummer 22, Wohnhaus
- Hausnummer 30, Wohnhaus
- Hausnummer 32, Wohnhaus
- Hausnummer 33, Wohnhaus
- Hausnummer 69, Villa
- Hausnummer 73, Villa
- Hausnummer 75, Villa
- Hausnummer 77, Villa
- Hausnummer 89, Villa

## Ehemaliges Denkmal
Die Hausnummer 24, ein Tagelöhnerhaus, stand einst unter Denkmalschutz.